# Iglesia de San Juan Bautista (Acín)
La iglesia parroquial de San Juan Bautista es la iglesia y única edificación superviciente de la localidad de Acín, hoy parte del municipio de Jaca en la provincia española de Huesca en la Comunidad Autónoma de Aragón.

## Historia
Fundada en los siglos xii-xiii. Fue propiedad del Monasterio de San Juan de la Peña hasta el siglo XVI cuando pasó a la Diócesis de Jaca. En el siglo XVII sufrió la principal remodelación antes de caer en desuso al desplazarse la población para la construcción del embalse de Yesa.

## Arquitectura
El románica iglesia está dedicada a Juan Bautista. Tiene una nave y un ábside semicircular, a los que se adosó una segunda nave y una torre en el siglo XVII. 
El techo de la nave con la que se amplió la iglesia ha sido destruido, quedando el edificio en ruinas. Forma por ello parte de la Lista roja de patrimonio en peligro de Hispania Nostra.